# 風車の弥七
風車の弥七（かざぐるまのやしち）は、TBS系列の時代劇『水戸黄門』に登場する忍者、元義賊。佐々木助三郎や渥美格之進と異なり特定のモデルは存在しない。松之草村小八兵衛がモデルであるとする俗説があるが、後述のとおりこれは誤りである。
配役は初代が中谷一郎（第1部 - 第27部、1000回記念スペシャル）、2代目が内藤剛志（第37部 - 第43部、最終回スペシャル）、3代目が津田寛治（BS-TBS版）。

## 設定・横顔
元義賊の伊賀忍者で、水戸光圀一行が旅に出ると付かず離れずで行動する渡世人風の男（関所では鳶職を名乗ったことがある）。赤い風車を太い針に挿した特製の手裏剣を懐に入れて持ち歩く。忍術の達人で、忍びの流派や火薬にも詳しい。弱い者いじめと不正を嫌う風来坊で、普段は光圀一行と別行動を取って町中で悪漢から人を助けたり、賭場で世情や治安情勢に探りを入れることが多い。光圀一行が窮地に陥ると風車の手裏剣を敵に投げて駆けつけ、光圀の裁きが終わると立ち去る。
最初期は光圀や佐々木助三郎、渥美格之進に通り名の「風車」と呼ばれていたが、第4部辺りからは「弥七」と呼ばれることがほとんどになる。伊賀・名張の出身で、ある事情から忍者の里を抜けて江戸で義賊になり、光圀に命を救われて隠密となった。初代光圀役・東野英治郎時代では設定も固まっていたが、光圀を演じる俳優の交代に合わせて生い立ちも変わっていく。
戦闘スタイルは忍者の特性を活かしたもの。風車の手裏剣は小太刀の代用や仲間への目印にしたり、牢屋の鍵をこじ開けたりと用途は多い。光圀の命令で諜報活動や伝令も務め、霞玉で敵の目をくらまして逃走したり、手紙を結んだ風車の手裏剣を矢文代わりに投げる。軽い身のこなしで戦い、他に匕首も用いるが基本的に素手で戦う。初期には悪人の殺害も決して珍しくはなかったが、中期以降のシリーズでは殺生に及ぶことはまれである。
江戸弁で喋るが、第1部第1話で「水戸は故郷」と言っている。柘植の飛猿が登場した頃から中谷自身の体調が悪くなっていたこともあり、やややつれが見られる姿も放送されていた。降板前の最後のシーン（第27部第19話）では「これで一安心」と言い残して出演を終えた。
光圀一行のうっかり八兵衛、おけらの新助、ちゃっかり八兵衛には「親分」と呼ばれている。新助が弥七を親分と呼ぶ理由は不明だが、ちゃっかり八兵衛は江戸でうっかり八兵衛と暮らしていた頃に弥七の活躍を聞いたためと思われる。なお、初期には義賊の頃の子分とみられる人物が何人か登場している。このほかにも子分と言える人物が登場し、第1部第2話に登場した医師・玄庵（芦屋雁之助）もその一人である。玄庵の話によれば、江戸には弥七が声を掛ければ集まる部下が100人はいるらしい。呼び名は、光圀、助三郎、格之進からは「弥七」、八兵衛からは「親分」、お銀と飛猿からは「弥七っつぁん」、お新からは第3部は「弥七」、「弥七さん」、「弥っちゃん」、第4部以降は「おまえさん」とそれぞれ呼ばれている。

## 各シリーズにおける活動

### 水戸黄門（第1-13部）時代
1～3回の宙返りで空を飛びながら高速移動でき、光圀達が窮地に陥ると必ず風車の手裏剣を投げてから救援に現れる。目印の笠が下がった旅籠を見つけて光圀一行と合流する。第1部では伝説の義賊として知れ渡り、盗みの腕前を披露する場面もあった。弟子入り志願者も何人も登場したが、弥七自身は盗みを働いていた過去を恥じている。
第1部ではその後のシリーズと異なり、旅の目的地での騒動解決の回（第13話）や最終話（第32話）でも登場しない。他にも度々登場しない回（第3話、第8話、第10話、第12話、第14話～第15話、第18話～第26話、第28話）があった。第2部は第19話と第21話、第22話には登場せず、第3部も第12話から第14話と第18話には登場しなかった。第4部以降は、第10部を除いて全回登場する。第10部の第4話と第5話では未登場だが飛んできた風車や煙玉と、他の登場人物の芝居で弥七の存在が描写された。第1部第1話から第3話までのオープニングには「風の弥七」とクレジットされた。
第1部第1話の時点で光圀に仕え、最初期では佐々木助三郎や渥美格之進に「風車」と呼ばれた。第2部で弟子入り志願のこそ泥として初登場したうっかり八兵衛には「親分」と呼ばれる。当初は八兵衛に付き纏われて迷惑がっていたが、八兵衛が光圀一行に馴染むと子分扱いするようになる（初期設定が風化した後の作品でも親分子分の関係は残っている）。光圀一行に一目置かれる存在で、八兵衛の言によれば「困った時の風車」。
第3部によると、叔父で伊賀忍者の一族・名張衆頭領・弥平次（武藤英司）が赤子のために名張の里の掟を破って食物を盗んだ罪を肩代わりして抜け忍となり、江戸で盗賊の親分・野ぶすまの仁平（市川小太夫）に拾われて仁平の手下になった。独り立ちした後も「盗みはしても人殺しはするな」という仁平の教えを守り続けたが、光圀の屋敷とは知らずに忍び込んだ先で光圀に発見され、本来は死罪になる所を見逃された恩義から光圀の下に押しかけて光圀専属の隠密となった。
光圀の命を狙う刺客として、第3部では恋人で仁平の娘・霞のお新、第13部では甥・梟の左源太が登場。第3部では仁平暗殺の濡れ衣を着せられてお新に命を狙われたが、誤解が解けると光圀の計らいでお新と夫婦になり、仁平が営んでいた蕎麦屋「田毎庵」を受け継いだ。第13部では光圀暗殺の刺客に雇われた左源太にライバル視され、左源太が改心すると血生臭い忍者の仕事から足を洗わせる為に堅気の仕事を世話した。

### 水戸黄門（第14-21部）時代
第14部は全回登場したが、第15部で黒田藩の騒動を収めた直後に水戸藩江戸屋敷への伝令として江戸に走り、数回（第12話～第15話）休んでいる（第15部の時点で中谷は50歳代半ば（54歳）になっていた）。その後一行の元に戻ってきたが、その後も弥七が登場しない回（第19話、第30話、第32話、第34話、第36話）があった。
中谷の負担を減らすため、第16部からかげろうお銀（由美かおる）、第17部から柘植の飛猿（野村将希）が登場し、第28部に至る。弥七のテーマのBGMが、お銀や飛猿にも使われるようになった（第16部・第17部・第18部・第25部・第28部）。
第16部ではお銀は一貫して配下の煙の又平（せんだみつお）と行動を共にしており、当初は賞金目当てで水戸光圀の命を狙っていたが、一行の目的地紀州でのお家騒動の最中に改心し、負傷した又平を残し旅立つ一行を追って、まずお銀が一行に加わり（第10話）、その後又平も合流する（第14話）。それ以降、弥七の登場しない回（第16話、第20話、第24話、第28話～第29話、第33話、第35話）もあったが、逆にお銀・又平の方が登場しない回（第25話～第27話、第31話～第32話、第36話、第38話）もあった。又平合流後は、弥七とお銀・又平の少なくとも一方は登場しており、忍者が登場しない回はなかった。なお、このシリーズからその回に登場していない忍者の存在はその回の劇中では語られなくなった。
第17部では、目的地鳥羽に到着する前でも登場しない回（第6話、第7話）があり、第8話・第9話の鳥羽藩騒動解決に登場した後、第18話まで登場しなかった（千春の母親を探す四国への旅（第10話～第16話）にはまったく登場しなかった）。その後も一部登場しない回（第21話、第24話）があった。
第18部では、初回から第13話まで登場したものの、その次の登場は平戸藩での騒動解決（第17話）後の第19話で、その後は第28話まで登場しなかった。1話後の第29話で登場し、その後、第31話から最終話（第33話）まで登場した。
第19部と第20部は全回登場したが（第20部の時点で中谷は60歳代になっていた）、第21部では終盤に登場しない回（第25話～第27話、第30話）があった。
第20部では、最終話（第48話）の立ち回りシーンで弥七の代わりにお新が登場している。この時にお新が風車を使用する場面があった。この際には、お新・お銀・飛猿という珍しい組み合わせで立ち回りが行われた。
お銀や飛猿の登場後は、終盤の立ち回りをお銀や飛猿たちに任せ、弥七は参加しないことや立ち回り終盤に少しの間だけ登場することが多かった。

### 水戸黄門（第22-28部）時代
第22部では弥七が紀州藩での騒動解決（第10話）の最中に重傷を負うという形で、演じる中谷を休養させるという配慮がなされた（第15話で復帰後、第16話から第27話、第29話から第31話、第34話に登場）。また、中谷は終盤で大腸癌に倒れ、最終2回（第35話、第36話）には登場していない。第23部の第34話から弥七が久しぶりに登場して復帰を果たし、以降最終話（第40話）まで登場した。
第24部では名張の翔（京本政樹）が出演した回（第3話、第7話、第34話）は登場しなかった。また、その他の回でも登場しない回（第5話、第21話、第23話～第26話、第28話～第29話、第33話～第34話）があった。ちなみに中谷は第24部の時点で60歳代半ば（64～65歳）になっていた。
第25部では最終話（第43話）に登場せず（第39話以降は登場せず）、お新のみが出演するという珍しいケースとなった（弥七は日光東照宮への代参で不在という設定であった）。また、その他の回でも登場しない回（第4話～第6話、第11話、第17話～第22話、第33話～第34話）があった。
第26部では登場しない回（第2話～第9話、第11話、第13話、第16話～第17話、第19話、第21話～第22話、第24話）が度々あった。また、弥七・お新の夫婦が揃って登場したのは今シリーズ最終話（第26話）が最後となった。
第27部では第17話から第19話の3回のみ出演した。中谷が出演したのはこれが最後となる。
第28部ではポスター撮影には加わったが、劇中には登場していない。なお、第14話で故郷名張のエピソードが描かれ、弥七の名前が一行の口から語られた。また、この回では弥七のテーマのBGMが使用された。
ちなみ、中谷一郎が風車の弥七を務めた全27シリーズ（第1部 - 第27部）の中で全回登場したシリーズは、第4部から第9部、第11部から第14部、第19部、第20部の計12シリーズである。それ以外の15シリーズ（第1部 - 第3部、第10部、第15部 - 第18部、第21部 - 第27部）は2話以上休演している。

### 水戸黄門（第29-30部）時代
作品設定が一新されたため、登場していない。

### 水戸黄門（第31-38部）・水戸黄門（第39-43部）時代
2003年12月15日放送の1000回記念スペシャルではVTR使用により2カットのみ登場した。そのうち1カットでは風車が光圀の危機を救っており、そのことと光圀役の里見浩太朗の演技で弥七が駆け付けたことが描写された。
1000回記念スペシャルでは、お新と、成長した娘のお梅（馬渕英俚可）が登場し、お梅は水戸光圀一行に同行し、終盤の立ち回りでは父譲りの風車を使用した。
2004年4月1日に中谷一郎が死去したことや、第29部からのアナザーストーリー化に伴うキャストや設定の一新（詳しくは水戸黄門 (パナソニック ドラマシアター)#第29・30部のアナザーストーリー化とその解消を参照）のため、以後登場することはないと思われたが視聴者からは弥七の復活を願う声が数多く寄せられ、かねてより番組出演を要請されていた内藤剛志が第37部から2代目風車の弥七を演じることが決定し、1000回記念を除外すれば実に8年ぶりの復活を果たし、2007年6月18日放送分から、2011年12月19日の最終回スペシャルまで出演し、また、2015年スペシャルにも出演した。
2代目弥七は旅の途中での初登場であったが、久しぶりの再会といった描写は全くなされず、あたかも最初から道中を共にしていたかのような接し方であった。
第40部第1話で2代目が、初代同様、うっかり八兵衛の存在を知っている台詞があるが、顔は合わせていない。
最終回スペシャルにおいては、2代目弥七が初代と同様、柘植の飛猿と長い付き合いであることを示すやり取りをする場面がある。
ちなみに、中谷は高橋元太郎や宮園純子、由美かおる、野村将希よりも年上だが、内藤は年下である。

### 水戸黄門 (BS-TBS版)
2017年10月4日から12月6日までBS-TBSで水戸黄門 (BS-TBS版)が放送され、津田寛治が3代目の風車の弥七を演じた。

## 初代と2代目、3代目の違い
中谷一郎の演じていた弥七はアクションが派手で、登場シーンも高所からの1～3回の宙返りなどで登場することが多く、目くらましの火薬なども多用する派手な演出が多かった。クライマックスには助さん格さんと共に敵役と戦うことも多く、ことが一件落着し再び旅路に戻るときには光圀一行と共に旅立つことがほとんどであった。スタントはアクション指導などをしていた宍戸大全と宍戸の一番弟子の森山陽介。ちなみに、中谷一郎演じる弥七の宙返りが初めて見られたのは第1部で、以降第23部を除いて第24部まで継続された。第23部と第25部は宙返りはされなかったが、屋根などからの飛び降りは引き続き行われた。第26部以降は派手なアクション（宙返りや飛び降り）はされなくなった。
内藤剛志の演じていた弥七はより隠密としての役どころが強められており、敵役の情報を伝える時以外はほとんど光圀一行の前にさえ現れず、単独行動であることが多い（馴れ合いも少なく、軽口を叩くこともあまりない）。一件落着時の旅立ちの際も光圀一行とは別の場所から光圀たちを見守りつつ再び旅立つシーンが描かれているが、これは中谷版弥七でも、お銀や飛猿でも見られたことである。
また、内藤版弥七はあくまでも一人身で、一行が旅に出ない時は八兵衛と一緒に江戸に住んでおり、蕎麦屋を営んだりはしていない。
上述の通り、水戸黄門 (第31-38部)、水戸黄門 (第39-43部)時代には、中谷版弥七と内藤版弥七の両方が登場しているが、前述の通り基本設定で大きく異なる部分も設けられるなど、別人と思えるような描写もある。
津田寛治の演じていた弥七も内藤版弥七に準じて演じられている。

## モデルに関する俗説
江戸時代後期の儒者である石川桃蹊の著作である『桃蹊雑話』に登場する松之草村小八兵衛が弥七のモデルであると言及されることがある（松之草村は、茨城県常陸大宮市松之草の旧地名）。同書によると、小八兵衛は、もともと忍びの術に長けた盗賊の頭として捕らえられた身であったが、放免後、徳川光圀に対し、領内には盗賊を立ち入らせないと誓い、その存命中には夜盗の心配がなかったと伝えられている者であった。同人の墓は、茨城県常陸大宮市内に存するとされており、小八兵衛の墓は、隣に建つ妻・お新の墓と共に、風車の弥七の墓と称する観光スポットとして、改造された。
しかし、番組製作者側が明確なモデルの存在について言及しているわけではない。小八兵衛の出自が弥七に酷似していたことから、墓が所在する集落の者がテレビドラマを見て小八兵衛が弥七のモデルに違いないと思い、原形をとどめないほど改造を施し、また、地元の郷土史家の業績を強調することにより観光スポットとして整備したに過ぎないものである。